# Orthotrichum holzingeri
Orthotrichum holzingeri är en bladmossart som beskrevs av Ferdinand François Gabriel Renauld och Cardot in Holzinger 1895. Orthotrichum holzingeri ingår i släktet hättemossor, och familjen Orthotrichaceae. Inga underarter finns listade i Catalogue of Life.